# 碧桐书院
碧桐书院，是圆明园遗址中的一座建筑，是“圆明园四十景”之一。建于乾隆九年 (公元1744年)，位于九州清晏景区东北角，南与天然图画为邻，西与慈云普护隔水相望， 南北长120 米 ，东西宽115 米 ，占地13500平方米 。

## 乾隆题诗
《碧桐书院》

前接平桥，环以带水。庭左右修梧数本，绿阳张盖，如置身清凉国土。每遇雨声疏滴，尤足动我诗情。

月转风回翠影翻，

雨窗尤不厌清喧。

即声即色无声色，

莫问倪家狮子园。